# Эз-Зинтан
Эз-Зинтан (араб. الزنتان‎, Az Zintan), также Al Zintan, Ez Zintan или Az Zentan, иногда называется Tagrmeen (араб. تاغرمين‎), город на северо-западе Ливии, расположен примерно в 160 км юго-западнее Триполи. Население города вместе с окрестностями составляет около 25 000 человек.